# ぼくは明日、昨日のきみとデートする
『ぼくは明日、昨日のきみとデートする』（ぼくはあす、きのうのきみとデートする）は七月隆文（ななつき たかふみ）の小説。2014年に宝島社より宝島社文庫として出版された。略称は「ぼく明日」。第3回京都本大賞受賞作。2016年12月17日に映画が公開された。2018年8月に朗読劇が上演され、追加公演も行われた。

## 概要
本作は2014年8月20日に書き下ろし作品として出版された。カバーイラストはカスヤナガト、カバー・本文デザインは山田満明が担当している。京都市を舞台に20歳同士の男女の40日間（映画では30日間）の恋愛を描いた作品であり、物語の中には叡山電鉄や宝が池公園などが登場する。
大谷紀子による漫画版が2015年12月9日より「このマンガがすごい！WEB」においてウェブコミックとして連載されている。
2018年8月時点で原作小説の累計発行部数は160万部を突破している。

## あらすじ
京都の美大に通う学生の南山高寿は、通学電車の中で出会った福寿愛美に一目惚れする。勇気を振り絞って声をかけ、別れ際に「また会える？」と聞くが、それを聞いた彼女は突然涙を流し、抱き付いて来たのだった。驚く高寿には、この時の彼女の涙の訳を知る由もなかった。翌日、美大の授業で動物園に行くと、そこで昨日の彼女と再び出会う。その後すぐに2人は意気投合し、交際がスタートするが、初めてのデート、初めて手をつなぐ、初めてお互いを名前で呼び合う…、そんな初めてのことがあるたびに、彼女はなぜか涙を流す。高寿はそんな彼女を不思議に思いながらも愛情を深めていく。
違和感を覚えたのは、誰にも見せていない自作小説のヒロインの名前を、彼女が知っていると気付いたときだった。「予知能力でもあるの？」と聞く高寿に、彼女はいった。
「あなたの未来がわかるって言ったら、どうする？」
初めてキスをして愛し合った日、高寿は想像も出来なかった彼女の秘密を明かされる。そして、2人の運命はすれ違いを始める。

## 映画
2016年12月17日公開の日本映画。三木孝浩監督、吉田智子脚本、福士蒼汰主演。
2016年1月13日に宝島社により小説の公式サイトが開設され、同年12月に東宝系で実写映画化作品が公開される旨が発表された。映画の撮影は2016年1月中旬からの約1か月間、鴨川や伏見稲荷大社、三条大橋といった京都内の観光名所を背景として行われた。公開に先立つ2016年12月6日には、伏見稲荷大社の参道にレッドカーペットを敷いてのヒット祈願イベントが行われた。

### キャスト
南山高寿
演 - 福士蒼汰
京都の美大に通う大学生。将来の夢はイラストレーターか作家。
愛美に一目ぼれする。
福寿愛美
演 - 小松菜奈（幼少期：川北のん、中学生時代：清原果耶）
美容の専門学校に通っている。携帯電話を持っておらず門限は24時。
なぜか初めての事をすると涙を流す。また、重大な秘密がある。
上山正一
演 - 東出昌大
高寿の親友。
林
演 - 山田裕貴

南山 たかもり
演 - 大鷹明良
高寿の父親。
南山 えいこ
演 - 宮崎美子
高寿の母親。

### スタッフ
- 原作 - 七月隆文『ぼくは明日、昨日のきみとデートする』（宝島社）
- 監督 - 三木孝浩
- 脚本 - 吉田智子
- 音楽 - 松谷卓
- 主題歌 - back number「ハッピーエンド」（ユニバーサルシグマ）[10]
- 製作 - 市川南
- 共同製作 - 村田嘉邦、弓矢政法、髙橋誠、大川ナオ、吉川英作、山本浩、荒波修
- エグゼクティブプロデューサー - 山内章弘
- 企画・プロデュース - 臼井央、春名慶
- プロデューサー - 川田尚広、西野智也
- 撮影 - 山田康介
- 美術 - 花谷秀文
- 録音 - 豊田真一
- 照明 - 川辺隆之
- 編集 - 坂東直哉
- 助監督 - 清水勇気
- 製作担当 - 鳥越道昭
- 装飾 - 高木理己
- 視覚効果 - 鎌田康介
- スタイリスト - 望月恵
- ヘアメーク - ワシダトモキ
- スクリプター - 古保美友紀
- 音楽プロデューサー - 北原京子
- プロダクション統括 - 佐藤毅
- 協力 - 京都市、叡山電鉄、京阪レジャーサービス、京都精華大学、トヨクニハウス
- 配給 - 東宝
- 製作プロダクション - 東宝映画
- 製作 - 「ぼくは明日、昨日のきみとデートする」製作委員会（東宝、博報堂DYミュージック&ピクチャーズ、ジェイアール東日本企画、KDDI、研音、日本出版販売、博報堂、GYAO）

### その他
劇場公開に合わせあいの風とやま鉄道主要駅に『ぼくは明日、昨日のきみとあいの風線でデートする』とうたったパロディーポスターを掲出し、あいの風線の利用促進キャンペーンを展開している。

## 朗読劇
東宝による朗読劇シリーズ《恋を読む》の第一弾として、2018年8月24日から29日にオルタナティブシアターで上演。脚本・演出は三浦直之（ロロ）。キャストは回替わりで異なるが、組み合わせは固定。
新キャスト6名を加えて、2019年3月12日から17日に同じくオルタナティブシアターでアンコール上演が行われた。

### キャスト（朗読劇）
- 鈴木拡樹×山崎紘菜
  - 24日15:30、25日15:30、19:30
- 梶裕貴×高月彩良
  - 24日19:30
- 木村達成×清水くるみ
  - 25日12:00、29日13:00
- 黒羽麻璃央×戸松遥
  - 26日12:00、15:30、19:30
- 鳥越裕貴×梅田彩佳
  - 27日12:00、15:30
- 松田凌×内田真礼
  - 27日19:30、29日17:00、20:00
- 三浦宏規×福原遥
  - 28日12:00、15:30、19:30

#### アンコール上演
- 荒牧慶彦×三森すずこ
  - 12日12:30
- 黒羽麻璃央×山崎紘菜
  - 12日16:00、19:30
- 細谷佳正×秋山ゆずき
  - 13日17:00、20:00
- 木村達成×清水くるみ
  - 14日16:00、19:30
- 梶裕貴×高月彩良
  - 15日17:00、20:00
- 蒼井翔太×石川由依
  - 16日13:00、16:00
- 松田凌×内田真礼
  - 16日19:30、17日13:00、16:00
- 廣瀬智紀×吉倉あおい
  - 17日19:30